# Władysław Borawski
Władysław Borawski herbu Bojcza (ur. 28 września 1892 w Petersburgu, zm. 26 maja 1970 w Lwówku Śląskim) – polski inżynier i architekt, specjalizujący się w projektowaniu szpitali.

## Młodość i wykształcenie
Był synem Aleksandra i Anny z Radyszkiewiczów. Wykształcenie zdobył w Petersburgu: ukończył tam gimnazjum i Instytut Inżynierii Cywilnej. 
W czasach szkolnych (1905–1919) w Petersburgu został członkiem zarządów kół samokształceniowych i prezesem Ogólnostudenckiej Kasy Bratniej Pomocy. Założył i prezesował Kołu Architektów oraz Kołu Art. Studentów Polaków Instytutu Inżynierii Cywilnej. Był członkiem komitetu Domu Polskiego „Zgoda” i prezesem Bratniej Pomocy Studentów Polaków Instytutu Inżynierii Cywilnej.
Został aresztowany przez władze radzieckie. Udało mu się zbiec i przedostał się w 1919 r. przez Francję do Polski. Po przyjeździe do Warszawy, ukończył  w 1922 Wydział Architektury Politechniki Warszawskiej. 
W 1920 r. wstąpił ochotniczo do wojska polskiego.

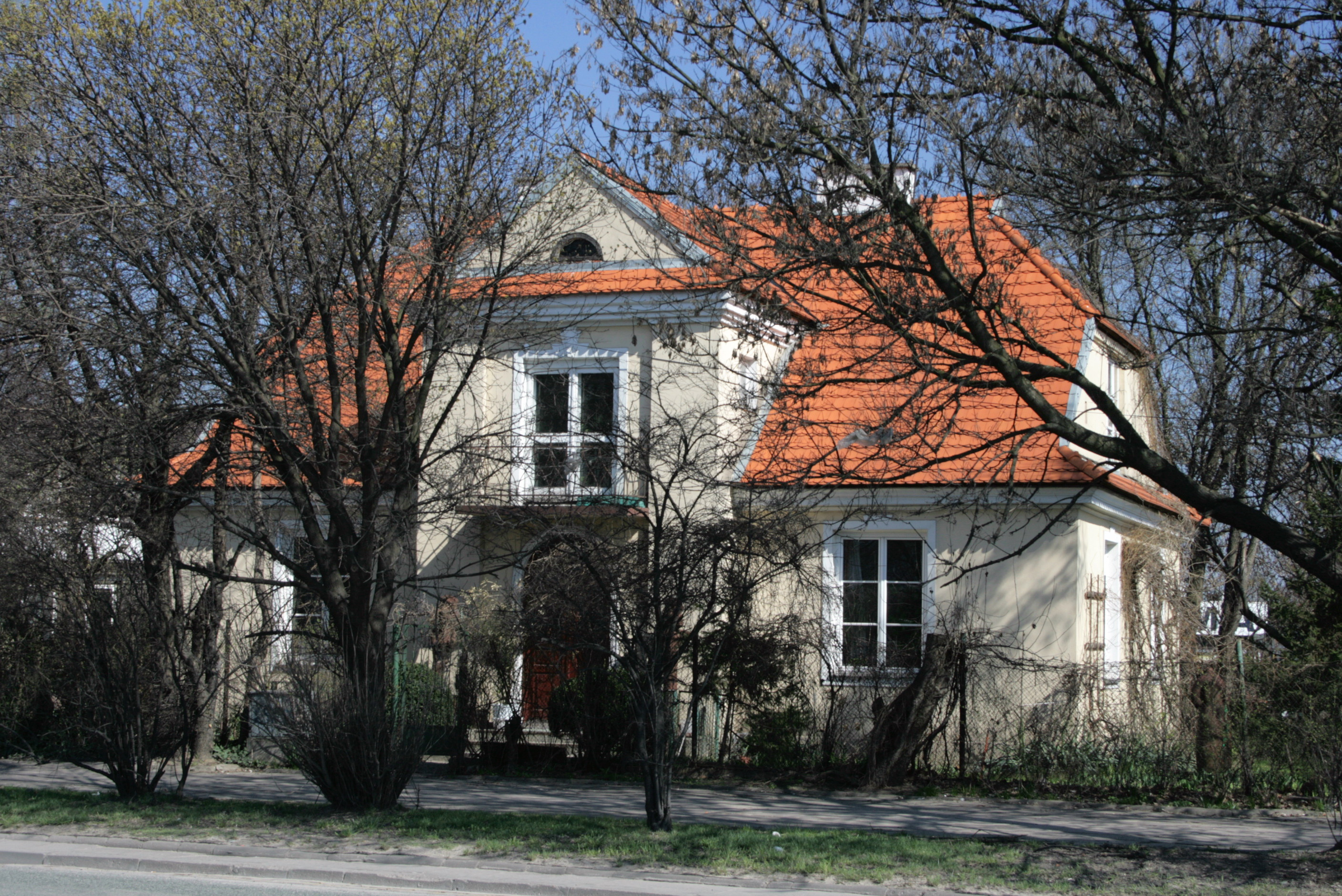
Willa Podgórskich w Warszawie

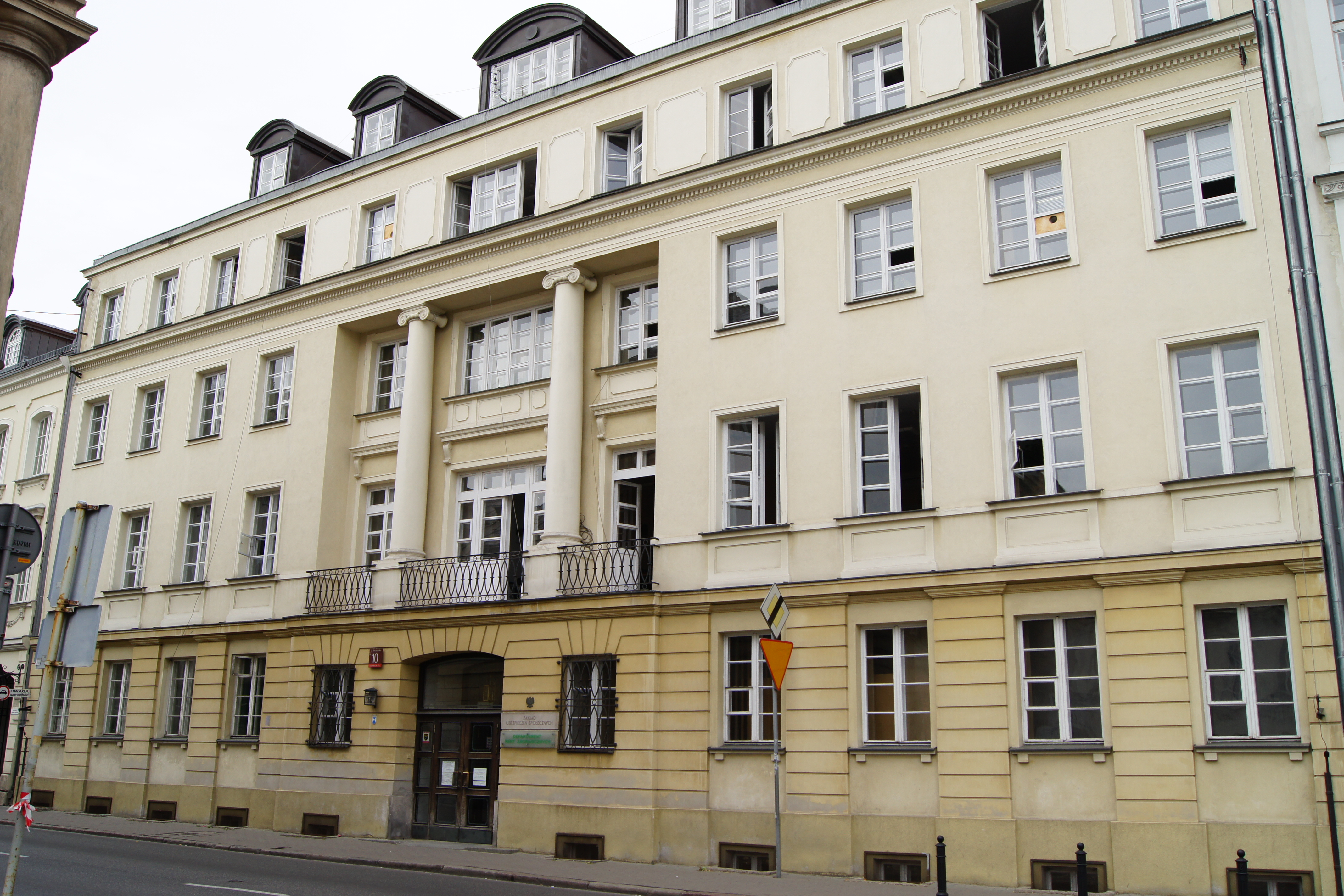
Kamienica przy ul. Senatorskiej 10 w Warszawie

## Praca
Po ukończeniu studiów wykładał przedmioty specjalne w Państwowej Szkole Budownictwa w Warszawie. W 1925 r. został kierownikiem działu budownictwa specjalnego (szpitale i budynki użytku publicznego) w strukturach m.st. Warszawy. Od chwili powstania w 1929 r. był sekretarzem i skarbnikiem Polskiego Towarzystwa Szpitalnictwa. W czerwcu 1929 r. był polskim delegatem na I Międzynarodowy Kongres Szpitalnictwa w Stanach Zjednoczonych, był również polskim delegatem w stałej Komisji Budowy Szpitali oraz członkiem komisji budowy szpitali przy zarządzie głównym SARP i Polskiego Towarzystwa Szpitalnictwa. Był członkiem honorowym Amerykańskiego Towarzystwa Szpitalnictwa. Zaprojektował kilkadziesiąt szpitali, m.in. w Warszawie, Łodzi, Kaliszu, Łucku i innych miastach.
Był sekretarzem zarządu I Polskiej Wystawy Szpitalnictwa (1938) oraz członkiem komitetu założycieli miesięcznika: Architektura i Budownictwo, Miesięcznik Ilustrowany  wydawany w Warszawie staraniem grupy architektów z Warszawy, Krakowa, Lwowa, Poznania i Wilna w osobie przedstawiciela grupy p. Stanisława Woźnickiego.
Wielokrotnie nagradzany za prace w konkursach na projekty szpitali. Ogłosił ponad 20 prac z dziedziny budownictwa szpitali. Przed II wojną światową odznaczony Złotym Krzyżem Zasługi.

## Ważniejsze projekty
Przed II wojną światową:
- Szpital Zakaźny Miejski św. Stanisława przy ul. Wolskiej w Warszawie (obecnie Wojewódzki Szpital Zakaźny), 1925
- Willa Podgórskich w Warszawie, 1925
- Szpital św. Łazarza – pawilon oddziału przymusowo leczonych kobiet oraz pralnia przy ul. Książęcej w Warszawie, 1929
- Szpital Powszechny im. Przemysława II w Kaliszu, wzniesiony w latach 1934–1936, rozbudowany w latach 1958–1962 o pawilon zakaźny, również projektu Borawskiego[4]

- Dom Turystyczny w Al. Jerozolimskich 105 róg placu Starynkiewicza w Warszawie (1936–1938)[5]
- gmach Rzeźni Miejskiej w Warszawie.

W 1942 roku Borawski przedstawił projekt budynku kliniki ortopedycznej Akademii Medycznej w Warszawie, na budowę którego Niemcy wyrazili zgodę. Miał on powstać w miejscu zniszczonego budynku administracji szpitalnej, jednak rozpoczęte prace budowlane przerwano we wczesnej ich fazie.
Po II wojnie światowej:
- Kamienica Dembińskich przy ul. Senatorskiej 10 wybudowana w latach 1949–1950 w klasycystycznym stylu
- Szpital Położniczy przy ul. Madalińskiego w Warszawie, ukończony w 1953 roku
- Klinika Ortopedyczna Szpitala Dzieciątka Jezus, przy ul. Lindleya 4[6]. Fasada gmachu Kliniki jest repliką budynku Uniwersytetu Jana Kazimierza we Lwowie. Budowę zakończono w czerwcu 1956 roku, a ostateczne oddanie gmachu do użytku nastąpiło uroczyście 15 czerwca 1957 roku. Wnętrze budynku zdobiły kute balustrady, żyrandole i kinkiety oraz stiuki, a ściany pokryte były kolorowym kamieniem, gdyż, jak twierdził zleceniodawca, biel stosowana w budownictwie szpitalnym męczy wzrok i obniża wydajność pracy o 40%[7]
- Szpital przy ul. Lindleya 12 w Warszawie.

## Życie prywatne
Władysław Borawski ożenił się z Ludwiką Staniewicz, córką Ludwika Staniewicza. Mieli syna Ludwika, również architekta.